# Mare de Déu del Roser de Gimenells
La Mare de Déu del Roser de Gimenells és l'església parroquial de Gimenells, al municipi de Gimenells i el Pla de la Font (Segrià) inclosa a l'Inventari del Patrimoni Arquitectònic de Catalunya.

## Descripció
Església formada per dos naus, de dimensions diferents, situada en cantonera. De concepció senzilla i popular, el volum va minvant conforme arriba al carrer. Arc ogival a l'interior, que és de factura senzilla i amb cavalls de fusta. Hi ha una petita capella lateral on el volum es fa més petit.

## Història
Realització de la postguerra feta pel IRYDA. La primera pedra de l'església, que va ésser la primera del poble, fou col·locada per Francisco Franco l'any 1941.